# IPlant Collaborative
La iPlant Collaborative è un'organizzazione virtuale creata da un accordo cooperativo finanziato dalla National Science Foundation statunitense per creare una infrastruttura informatica per la botanica.
Il progetto sviluppa sistemi di calcolo e software che combinano risorse di calcolo, come quella di TeraGrid e di bioinformatica e di software biologia computazionale. L'obiettivo consiste nel semplificare la collaborazione tra i ricercatori con un accesso ai dati migliore. 

## Servizi
- The Discovery Environment
- API iPlant Foundational
- Piattaforma di cloud computing Atmosphere
- web semantico iPlant
- Taxonomic Name Resolution Service (Servizio di risoluzione dei nomi tassonomici)
- rete sociale digitale My-Plant
- DNA Subway